# Філібер Циранана
Філібер Циранана (18 жовтня 1912, Амбарікорано — 16 квітня 1978, Антананаріву) — перший президент незалежного Мадагаскару з 1959 до 1972 року.

## Біографія
Філібер Циранана згідно з його власною біографією народився 18 жовтня 1912 року в Амбарікоано в окрузі Софія в північно-західній частині Мадагаскару в сім'ї Мадіоманани і Фісадоа Циранана, власників ферми з домашньою худобою. Його батьки були католиками і належали до етнічної групи цимісхеті. Передбачалось, що Філібер Циранана також буде фермером. Однак у 1923 році помер його батько і брат Філібера, Заманісамбо, відправив його вчитись в початкову школу в Анжіамангірана. Філібер виявив себе як талановитий учень і був у 1926 році прийнятий в середню школу в Аналалава. Після закінчення у 1930 році він пішов в школу, яка готувала вчителів, в Тананариві, закінчив її з дипломом початкової школи, і потім працював вчителем в своєму рідному місті. В 1942 році він знову вступив в школу для підготовки вчителів в Тананариві, цього разу за програмою підготовки вчителів середньої школи, і в 1945 році витримав важкий екзамен на звання вчителя. В 1946 році Циранана отримав стипендію, яка дозволила йому стажуватись як асистенту у Вищій школі освіти вчителів у Монпельє у Франції. 6 листопада 1946 року Філібер Циранана залишив Мадагаскар і вирушив до Франції.

## Кар'єра
Повернувшись на Мадагаскар, Циранана виявив інтерес до політики і був обраний в Національні збори Мадагаскара, а в 1956 році зайняв одне з трьох зарезервованих для Мадагаскара місць в Національній асамблеї Франції. Він був одним з засновників Соціал-демократичної партії Мадагаскара і Коморських островів, поміркованої партії, яка виступала за автономію Мадагаскара від Франції без досягнення повної незалежності. У 1957 році Цирінана став віцепрезидентом Виконавчої Ради, а в 1958 році прем'єр-міністром. Після того, як було прийнято принципове рішення про майбутню незележність Мадагаскара, Циранана став кандидатом в президенти. В 1959 році посада прем'єр-міністра була скасована, а Філібер Циранана був оголошений президентом Мадагаскара.

### Президентство
Після вступу на посаду Циранана створив авторитарну однопартійну державу. В 1960-ті роки Соціал-Демократична партія була єдиною партією Мадагаскара. При цьому економічна ситуація в країні постійно погіршувалась. У 1971 році в країні відбулась хвиля політичних протестів, жорстоко придушена урядом. У 1972 році студенти вийшли на вулиці протестувати проти домінування французької літератури і погіршення економічного становища. Ці протести також були придушені, проте викликали нову хвилю обурення, тому Циранана в травні 1972 року був змушений розпустити уряд і призначити прем'єр-міністром генерала Габріеля Рамананцуа. В жовтні 1972 року Циранана пішов у відставку з посади президента, влада перейшла до Рамананцуа. Далі він не займався політикою до самої смерті.